# Тесса Макватт
Тесса Макватт — канадська письменниця, яка народилася в Гаяні. Вона — авторка семи романів і професор творчого письма в Університеті Східної Англії в Норвічі, Велика Британія. У 2021 році її обрали членом Королівського літературного товариства.

## Ранні роки
Макватт народилася у Джорджтауні, Гаяна, і переїхала до Канади з родиною, коли їй було три роки. Вона виросла у Торонто, де її сім'я займалася по-максимуму канадськими розвагами: кемпінг, катанні на лижах і каное. У дитинстві Макватт цікавився музикою, спортом і літературою. Ще в дитинстві вона знала, що хоче стати письменницею.

## Освіта
Вона вивчала англійську літературу в Університеті Квінз, а потім здобула ступінь магістра в Університеті Торонто. Її магістерська робота зосереджувалась на постколоніальній літературі та досліджувала такі теми, як сприйняття аутсайдерів у суспільстві й те як існують суперечливі ідеї щодо приналежності.

## Кар'єра
Після університету вона знайшла роботу редактора та викладача коледжу, живучи в Монреалі, Парижі й Оттаві. У 1999 році Макватт переїхала до Лондона, Англія, де викладала творче письмо та писала сама. Вона — професор творчого письма в Університеті Східної Англії, Велика Британія.
Вона є автором романів, оповідань, есе та лібрето, а також новели для молоді «There's No Place Like…» (2004). Її першим романом був «Out of My Skin», історія усиновленої канадської жінки, яка шукає своє коріння (1998; друге видання Cormorant Books, 2012). Її другий роман «Dragons Cry» (2001) увійшов до шорт-листа Книжкових премій міста Торонто та Літературних премій канадського генерал-губернатора. Серед інших її романів: «This Body» (HarperCollins, 2004 та Macmillan Caribbean, 2005), «Step Closer» (HarperCollins 2009), «Vital Signs» (Random House Canada, 2011 та William Heinemann, 2012), який був номінований на премію OCM Bocas у 2012 році як карибська література, «Higher Ed» (Random House Canada і Scribe UK, 2015) і «The Snow Line» (Random House Canada і Scribe UK, 2021), номінована на премію Gordon Bowker Volcano Prize.
Макватт написала лібрето для опери Ганни Кендалл «The Knife of Dawn», заснованої на ув'язненні політичного активіста Мартіна Картера у тодішній Британській Гвіані у 1953 році.
Вона — співредактор, разом із Діонн Бранд і Рабіндранат Махарадж, «Luminous Ink: Writers on Writing in Canada» (Cormorant Books, 2018). Вона була одним із переможців Премії Британської бібліотеки Еклса 2018 року за її критичні мемуари «Shame on Me: An Anatomy of Race and Belonging», які також увійшли до короткого списку Премії Фонду письменників Гіларі Вестон за науково-документальну літературу 2020, Літературні нагороди канадського генерал-губернатора 2020 року за нон-фікшн, і він став лауреатом нон-фікшн премії OCM Bocas 2020 за карибську літературу.

### Книги
| Year       | Title                                         | Publisher                          | Awards |
| ---------- | --------------------------------------------- | ---------------------------------- | --- |
| 1998, 2012 | Out of My Skin                                | Cormorant Books                    | |
| 2001       | Dragon's Cry                                  | Cormorant Books                    | City of Toronto Book Award (shortlisted), Governor General's Literary Award for Fiction (shortlisted)                                                 |
| 2004, 2005 | This Body                                     | HarperCollins, Macmillan Caribbean | |
| 2009       | Step Closer                                   | HarperCollins                      | |
| 2011, 2012 | Vital Signs                                   | Random House Canada, Heinemann     | OCM Bocas Prize for Caribbean Literature (nominated)                                                                                                  |
| 2013       | The Taste of Marmalade (short story)          |                                    | |
| 2015       | Higher Ed                                     | Random House Canada, Scribe UK     | |
| 2018       | Luminous Ink (anthology)                      | Cormorant Books                    | |
| 2019/20    | Shame on Me: An Anatomy of Race and Belonging | Scribe UK, Random House Canada     | Eccles British Library Award 2018, OCM Bocas Prize for Caribbean Literature (nominated), Hilary Weston Writers' Trust Prize for Nonfiction (finalist) |
| 2020       | Where Are You Agnes?                          | Groundwood Books                   | |
| 2022       | The Snow Line                                 | Scribe UK                          | Шорт-лист Gordon Bowker Volcano Prize |

### Нариси та репортажі
- McWatt, Tessa (18 липня 2008). But the rose fell on Azor's Paw. Wasafiri. 17 (35): 51—56. doi:10.1080/02690050208589774. S2CID 162914405.
- McWatt, Tessa (3–23 April 2020). The slave and master inside me. Personal Story. New Statesman. 149 (5514): 52.
- Taneja, Preti; McWatt, Tessa (22 жовтня 2020). SHAME ON ME: Professor Tessa McWatt in Conversation with Dr Preti Taneja. Feminist Review. 126 (1): 139—145. doi:10.1177/0141778920942761.